# Карло Емилио Гада
Ка̀рло Емѝлио Га̀да (на италиански: Carlo Emilio Gadda, [ˈkarlo eˈmiːljo ˈɡadda]) е италиански писател и поет.
Роден е на 14 ноември 1893 година в Милано в семейството на индустриалец, който по-късно се разорява. Участва като доброволец в Първата световна война и прекарва последната ѝ част в германски плен. След войната завършва Миланската политехника, след което работи като инженер, за няколко години и в Аржентина. През 30-те години започва да публикува първите си книги, а от 1940 година се занимава изцяло с литература. Известен е със стилистичните си експерименти, включващи фрагментиран и несвързан език, пародия, използване на диалектизми и умишлени правописни грешки. Най-известните му произведения са „Пренеприятна суматоха на Виа Мерулана“ („Quer pasticciaccio brutto de via Merulana“, 1957) и „Познание на болката“ („La cognizione del dolore“, 1963).
Карло Емилио Гада умира на 21 май 1973 година в Рим.